# سيدريك أليكساندر
سيدريك أليكساندر جونسون (بالإنجليزية: Cedric Alexander)‏ (ولد 16 أغسطس 1989) هو مصارع محترف أمريكي ويعرف باسم الحلبة سيدريك أليكساندر. هو موقع عقد مع دبليو دبليو إي، في قسم رو، ويأدي على برنامجهم التابع لرو والحصري للمصارعي الكروز (أي أنهما تحت وزن ال205 باوند) 205 لايف حيث هو بطل الكروز الحالي في أول عهد له. هو أيضا معروف لوقته في حلبة الشرف من 2011 إلى 2016.

## وسائل الإعلام الأخرى
يظهر أليكساندر في لعبتا فيديو، وهما دبليو دبليو إي تو كي 18 ودبليو دبليو إي تو كي 19.

## الحياة الشخصية
في 29 يونيو 2018، تزوج أليكساندر المصارعة المحترفة أيريال مونروه.